# Berna 2VM
Der Berna 2VM ist ein Allrad-Lastwagen, den Berna von 1964 bis 1976 in insgesamt 1600 Stück herstellte. 
Das Unternehmen Berna wurde 1929 von der Adolph Saurer AG übernommen. Bei Saurer in Arbon wurde der weitgehend baugleiche Saurer 2DM produziert.
Die Schweizer Armee setzte den Berna 2VM unter anderem auch mit mehreren Spezialaufbauten ein, wie Muldenkipper, Schneepflug oder Flugzeugtankwagen.
Berna 2VM wurden auch für zivile Zwecke verkauft.
Ein Fahrzeug befindet sich heute im Schweizerischen Militärmuseum Full.